# 42. Kavallerie-Brigade (Deutsches Kaiserreich)
Die 42. Kavallerie-Brigade war ein Großverband der Preußischen Armee.

## Geschichte
Die 42. Kavallerie-Brigade wurde am 1. Oktober 1912 in Saarburg in Lothringen aufgestellt und gehörte von 1912 bis 1914 zur 42. Division, die im Verband des XXI. Armee-Korps sowohl an der Westfront als auch an der Ostfront eingesetzt wurde. Mit der Mobilmachung am 2. August 1914 wurde die Brigade der 7. Kavallerie-Division unterstellt.
Durch die Kriegsgliederung vom 17. August 1914 kam die Brigade unter den Befehl des Höheren Kavallerie-Kommandos 3.
Zur 42. Kavallerie-Brigade gehörten von 1912 bis 1918 das Ulanen-Regiment „Graf Haeseler“ (2. Brandenburgisches) Nr. 11, das Schleswig-Holsteinische Ulanen-Regiment Nr. 15, die reitende Abteilung des 1. Ober-Elsässischen Feldartillerie-Regiments Nr. 15 mit leichter Munitions-Kolonne sowie die MG-Abteilung Nr. 3  und die Kavallerie-Pionier-Abteilung.

### Kampfhandlungen, Gefechte und Schlachten
Mit Kriegsbeginn im August 1914 versah die Brigade zunächst Grenzschutz in Lothringen, um dann im September auf Amiens und Compiègne vorzurücken. Nach der Marneschlacht nahm der Verband am sogenannten Wettlauf zum Meer teil und kämpfte danach, zum Teil schon abgesessen, bis zum Dezember 1914 am rechten Flügel der deutschen Front in Belgien und Nordfrankreich. Im April 1915 verlegte der Verband in die Vogesen und kämpfte abgesessen am Hartmannsweilerkopf. Am 15. Dezember 1916 wurde die Brigade an die Ostfront verlegt, wo sie teilweise im Stellungskampf vor Dünaburg, in Estland und Livlandim Einsatz war. Später hatte der Stab der 42. Kavallerie-Brigade in Mykolajiw in der Ukraine sein Hauptquartier und war an der Krim-Operation im April 1918 beteiligt.

### Brigadekommandeure
| Name                          | Datum                                 |
| ----------------------------- | ------------------------------------- |
| Kurt von Koscielski           | 1. Oktober 1912                       |
| Hermann Heidborn              | 25. Oktober 1914                      |
| Conrad Wolf                   | 25. April 1915                        |
| Bruno Freiherr von Gillhaußen | 24. Januar 1917 bis 20. November 1918 |